# Wiley Prize in Biomedical Sciences
Der Wiley Prize in Biomedical Sciences ist ein Wissenschaftspreis, der seit 2002 vergeben wird.
Der Preis wird von der Wiley Foundation getragen, die wiederum vom Verlag John Wiley & Sons gestiftet wurde. Er ist mit 50.000 US-Dollar dotiert (Stand 2024) und soll besondere und neuartige Forschungsleistungen in medizinischer Grundlagenforschung oder ihrer klinischen Anwendung fördern. Die Preisträger halten eine Ehren-Vorlesung an der Rockefeller University in New York City.
18 der 54 Preisträger haben später auch einen Nobelpreis für Physiologie oder Medizin oder einen Nobelpreis für Chemie erhalten (Stand Februar 2025).

## Preisträger
- 2002 H. Robert Horvitz (Nobelpreis für Medizin 2002), Stanley J. Korsmeyer
- 2003 Andrew Z. Fire (Nobelpreis für Medizin 2006), Craig Mello (Nobelpreis für Medizin 2006), Thomas Tuschl, David Baulcombe
- 2004 Charles David Allis
- 2005 Peter Walter, Kazutoshi Mori
- 2006 Elizabeth Blackburn (Nobelpreis für Medizin 2009), Carol W. Greider (Nobelpreis für Medizin 2009)
- 2007 Franz-Ulrich Hartl, Arthur Horwich
- 2008 Richard P. Lifton
- 2009 Bonnie Lynn Bassler
- 2010 Peter Hegemann, Georg Nagel, Ernst Bamberg
- 2011 Lily Jan, Yuh Nung Jan
- 2012 Michael Sheetz, James A. Spudich, Ronald Vale
- 2013 Michael W. Young (Nobelpreis für Medizin 2017), Jeffrey C. Hall (Nobelpreis für Medizin 2017), Michael Rosbash (Nobelpreis für Medizin 2017)
- 2014 William G. Kaelin (Nobelpreis für Medizin 2019), Steven McKnight, Peter J. Ratcliffe (Nobelpreis für Medizin 2019), Gregg L. Semenza (Nobelpreis für Medizin 2019)
- 2015 Evelyn M. Witkin, Stephen J. Elledge
- 2016 Yoshinori Ōsumi (Nobelpreis für Medizin 2016)
- 2017 Joachim Frank (Nobelpreis für Chemie 2017), Richard Henderson (Nobelpreis für Chemie 2017), Marin van Heel
- 2018 Lynne E. Maquat
- 2019 Svante Pääbo (Nobelpreis für Medizin 2022), David Reich
- 2020 nicht verliehen
- 2021 Clifford Brangwynne, Anthony Hyman, Michael K. Rosen
- 2022 David Baker (Nobelpreis für Chemie 2024), Demis Hassabis (Nobelpreis für Chemie 2024), John Jumper (Nobelpreis für Chemie 2024)
- 2023 Michael J. Welsh, Paul Negulescu, Fredrick Van Goor, Sabine Hadida
- 2024 Judith Kimble, Allan Spradling, Raymond Schofield
- 2025 Spyros Artavanis-Tsakonas, Iva Greenwald